# Ouyang Shan
Ouyang Shan (chinesisch 欧阳山, eigentlich Yang Fengqi, * Dezember 1908 in Jingzhou, Provinz Hunan; † 26. September 2000 in Kanton) war ein chinesischer Schriftsteller.

## Leben
Ouyang Shan wurde als Sohn eines kleinen Angestellten geboren. Er besuchte eine Lehrerbildungsanstalt in Kanton. Seit 1924 betätigte er sich als Schriftsteller und schloss sich in Shanghai Ende der 1920er Jahre der von Guo Moruo und Lu Xun unterstützten Liga linksgerichteter Schriftsteller an. Er war Herausgeber von Literaturzeitschriften und engagierte sich für die Einbeziehung der Umgangssprache in die chinesische Literatur. Nach Beginn des Krieges gegen Japan lebte er in den von China gehaltenen Gebieten. 1940 trat er der Kommunistischen Partei Chinas bei. Im Jahr 1941 ging er nach Yan an. Hier schrieb er den Roman Gao Ganda. Anfang der 1960er Jahre wurde er beschuldigt, dass seine Werke durch Humanismus die Darstellung proletarischer Helden beschädigten. In seinen Werken zeigte er Menschen in ihrer Widersprüchlichkeit und vermied das offizielle Heldenbild. In der Zeit der Kulturrevolution wurde er verfolgt und in einem Lager inhaftiert. Nach seiner Freilassung im Jahr 1974 wurde er 1979 Vorsitzender des Schriftstellerverbandes der Provinz Sichuan.
Er verfasste Romane und Erzählungen. In der Erzählung Chenggongzhe de bei’ai setzt er sich mit emigrierten Intellektuellen und deren Befindlichkeiten auseinander.

## Werke (Auswahl)
- Zhuchi be tiechui, Roman, 1931
- Qingnian nannü, Erzählung, 1936
- Shibai de shibaizhe, Erzählungen, 1937
- Gao Ganda, Roman, 1946
- Romanzyklus Yidai fengliu
  - Sanjia xiang, Roman, 1959
  - Kudou, Roman, 1962
  - Liu an hua ming, Roman, 1981
  - Shengdi, Roman, 1983
  - Wan nian chun, Roman, 1985
- Chenggongzhe de bei’ai, Erzählung, 1979